# Har Civ'on
Har Civ'on (hebrejsky: הר צבעון) je hora o nadmořské výšce 916 metrů v severním Izraeli, v Horní Galileji.
Nachází se 1 kilometr jihozápadně od vesnice Sasa, poblíž křižovatky dálnice číslo 89 a místní silnice, která z ní vybíhá k jihu, do nitra masivu Har Meron, na jehož severním okraji hora Har Civ'on leží. Má podobu menšího zalesněného návrší, se kterým na západní straně sousedí hora Har Adir (1006 m n. m.). Nedaleko jižního úbočí hory začíná vádí Nachal Nerija (poblíž vrchu Har Nerija). Na východní a severovýchodní straně terén klesá do údolí vádí Nachal Civ'on.